# Non siamo soli
«Non siamo soli» (с итал. — «Мы не одни») — сингл, исполненный вокальным дуэтом — итальянским певцом Эросом Рамаццотти и пуэрто-риканским певцом Рики Мартином. Композиция была выпущена в октябре 2007 года. Песня была включена в альбом-сборник Эроса Рамаццотти «e²».
Песня существует в двух версиях — на итальянском языке, и на испанском. В испанской версии песня называется «No estamos solos». Композиция оказалась в списке самых продаваемых синглов в Италии, заняв первое место, а также получила хорошие результаты в Греции, Швейцарии и Венгрии.

## Видеоклип
Музыкальный видеоклип на песню в августе 2007 года снял режиссёр Уэйн Айшем в Майами-Бич.

## Список композиций
European CD/digital single
1. "Non siamo soli" – 3:45
2. "No Estamos Solos" (Spanish Version) – 3:44

## Чарты
| Чарт (2007)                     | Наивысшая позиция |
| ------------------------------- | ----------------- |
| Austrian Singles Chart          | 45                |
| Belgian Flanders Ultratip Chart | 7                 |
| Belgian Wallonia Singles Chart  | 15                |
| European Hot 100 Singles        | 41                |
| Finnish Airplay Chart           | 10                |
| German Singles Chart            | 32                |
| Hungarian Airplay Chart         | 3                 |
| Italian Singles Chart           | 1                 |
| Spanish Singles Chart           | 2                 |
| Swiss Singles Chart             | 3                 |
| US Billboard Hot Latin Songs    | 21                |
| US Billboard Latin Pop Songs    | 5                 |

### Годовые чарты
| Чарт (2007)             | Позиция |
| ----------------------- | ------- |
| Swiss Singles Chart     | 39      |
| Чарт (2009)             | Позиция |
| Hungarian Airplay Chart | 83      |